# Rika Ishikawa
Pour les articles homonymes, voir Ishikawa.
Rika Ishikawa (石川 梨華, Ishikawa Rika, née le 19 janvier 1985 à Yokosuka, à Kanagawa, au Japon) est une idole japonaise, chanteuse et actrice, d'abord au sein du Hello! Project avec les groupes Morning Musume, Tanpopo, Country Musume, V-u-den, Ongaku Gatas, puis avec Hangry & Angry, Dream Morning Musume, ABCHO...

## Biographie

### Carrière
À l'âge de quinze ans, Rika Ishikawa débute en avril 2000 dans le populaire groupe de J-pop Morning Musume, intégrée avec la "quatrième génération" du groupe : Hitomi Yoshizawa, Nozomi Tsuji, et Ai Kago. Elle participe en parallèle à de nombreux autres groupes et sous-groupes du Hello! Project : les groupes Tanpopo de 2000 à 2003 et Country Musume ("ni Ishikawa Rika (Morning Musume)") de 2001 à 2003, les shuffle units Aoiro 7 (en remplacement en 2000), 3-nin Matsuri (2001), Sexy 8 (2002), 7Air (2003) et H.P. All Stars (2004), et les groupes temporaires Romans (2003), Morning Musume Otome Gumi (2003-2004), Ecomoni (2004-2005) et DEF.DIVA (2005-2006). Elle joue aussi dans plusieurs films, séries télévisées, pièces de théâtre et comédies musicales, anime des émissions de radio et de télévision, apparait dans des publicités, et sort plusieurs albums de photo (photobook) et vidéo solo.
À partir de 2003, Rika Ishikawa participe comme joueuse à l'équipe de futsal du Hello! Project, Gatas Brilhantes H.P.. Elle anime sa propre émission de radio en direct à minuit sur CBC Ishikawa Rika no Chanchaka Charmy d'avril 2004 à septembre 2006. 
Toujours en parallèle à Morning Musume, est formé autour d'elle le groupe V-u-den en août 2004, qui anime sa propre émission de télévision Majokko Rikachan no Magical v-u-den d'octobre à décembre suivant. Elle quitte Morning Musume en juin 2005 pour se consacrer à V-u-den, mais devient alors l'animatrice principale de l'émission dominicale de Morning Musume Hello! Morning pendant deux ans de mi-2005 jusqu'à la fin de sa diffusion mi-2007. En 2006, elle joue un rôle marquant dans le film d'action Tokyo Girl Cop, en compagnie de V-u-den et de Aya Matsura. En 2007, elle rejoint le nouveau groupe Ongaku Gatas, d'abord en parallèle à V-u-den qui est dissous en juin 2008. En octobre 2008 est créé le duo Jpop Hangry & Angry, composé anonymement de Ishikawa et Hitomi Yoshizawa, incarnant respectivement Angry et Hangry, les deux mascottes de la boutique de vêtements homonyme située à Harajuku.
Son départ du H!P a lieu le 31 mars 2009, avec les autres anciennes du Elder Club, et elle continue depuis sa carrière au sein de la maison mère Up-Front et du M-line club. Avec Hangry & Angry, elle se produit en concert hors du Japon en 2009, aux États-Unis lors de la convention Sakura-Con et en France lors de la convention Chibi Japan Expo. 
En 2011, elle forme en parallèle le groupe Dream Morning Musume avec ses anciennes collègues de Morning Musume. En 2012, elle apparait dans le drama Sūgaku Joshi Gakuen, et est l'héroïne du film Atsushi Hime Number 1. 
En mars 2012, Ishikawa et Yoshizawa forment un nouveau duo nommé ABCHO, groupe au style musical totalement différent de Hangry & Angry, et dont le premier single sort le 23 mai avec un titre qui sert de générique d'ouverture à la série anime Sengoku Collection.

### Vie personnelle
En 2014, elle annonce être en couple avec le joueur de baseball Ryoma Nogami (en) des Saitama Seibu Lions ; elle se marie avec ce dernier le 13 mars 2017. De cette union naît un fils un avril 2018.

## Groupes

### Au sein du Hello! Project
- Morning Musume (2000-2005)
- Tanpopo (2000-2002)
- Country Musume ni Ishikawa Rika (2001-2003)
- 3nin Matsuri (2001)
- Sexy 8 (2002)
- ROMANS (2003)
- Morning Musume Otome Gumi (2003-2004)
- 7AIR (2003)
- V-u-den (2004-2008)
- EcoMoni (2004-2008)
- H.P. All Stars (2004)
- DEF.DIVA (2005-2006)
- Hello! Project Akagumi (2005)
- Wonderful Hearts (2006)
- Ongaku Gatas (2007-)
- Elder Club (2008-2009)

### Autres
- Hangry & Angry (2008-2010)
- Hangry & Angry -f (2011)
- Ganbarō Nippon Ai wa Katsu Singers (2011)
- Dream Morning Musume (2011-2012)
- ABCHO (2012)

## Discographie en groupes

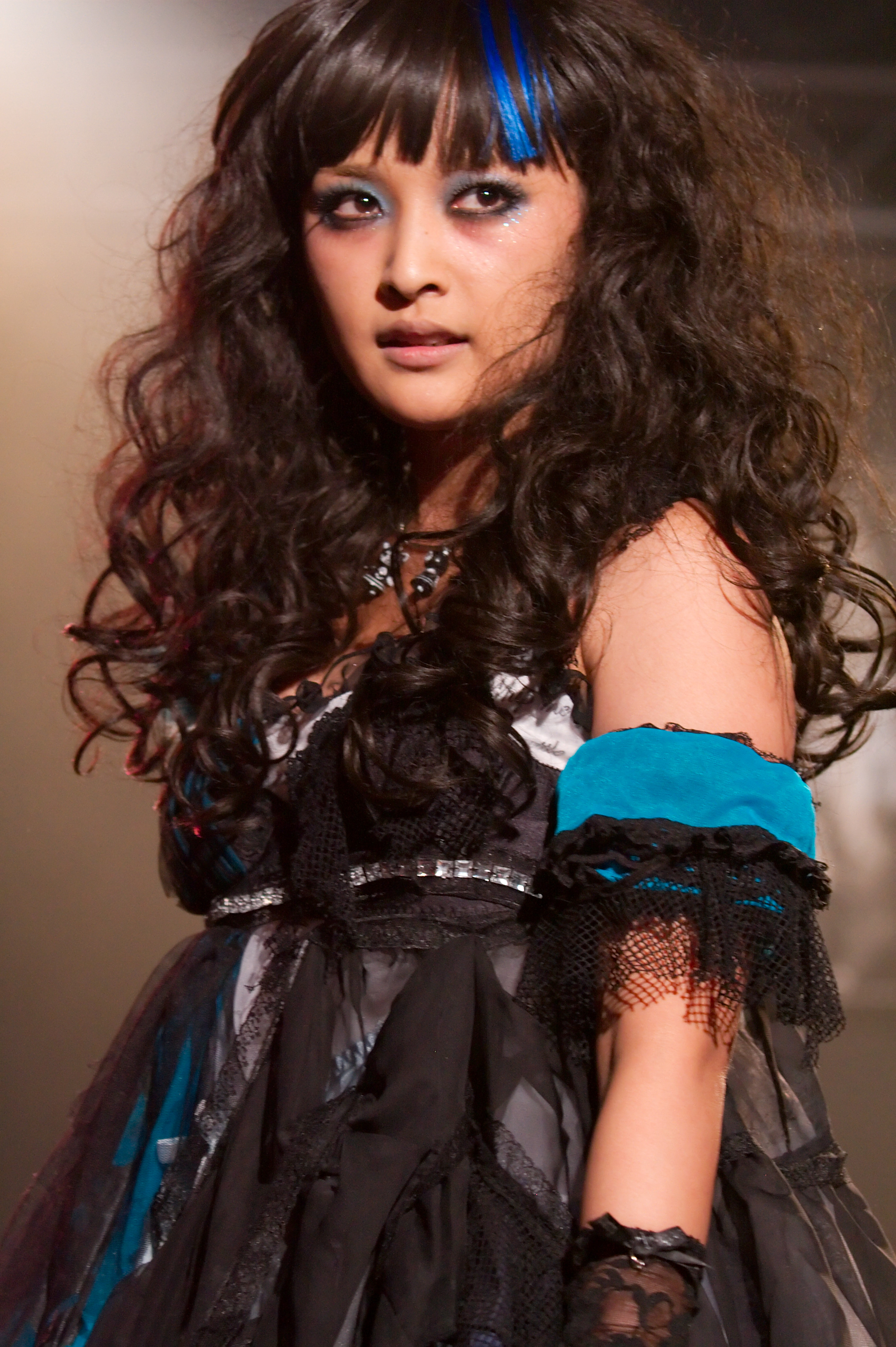
Rika Ishikawa en tant que "Angry" à la Chibi Japan Expo 2009

### Avec Morning Musume
Singles
- 17 mai 2000 : Happy Summer Wedding
- 6 septembre 2000 : I Wish
- 13 décembre 2000 : Renai Revolution 21
- 25 juillet 2001 : The Peace!
- 31 octobre 2001 : Mr. Moonlight ~Ai no Big Band~
- 20 février 2002 : Sōda! We're Alive
- 24 juillet 2002 : Do it! Now
- 30 octobre 2002 : Koko ni Iruzee!
- 19 février 2003 : Morning Musume no Hyokkori Hyōtanjima
- 23 avril 2003 : As For One Day
- 30 juillet 2003 : Shabondama
- 6 novembre 2003 : Go Girl ~Koi no Victory~
- 21 janvier 2004 : Ai Araba It's All Right
- 12 mai 2004 : Roman ~My Dear Boy~
- 22 juillet 2004 : Joshi Kashimashi Monogatari
- 3 novembre 2004 : Namida ga Tomaranai Hōkago
- 19 janvier 2005 : The Manpower!
- 27 avril 2005 : Osaka Koi no Uta

Albums
- 31 janvier 2001 :  Best! Morning Musume 1
- 27 mars 2002 :  4th Ikimasshoi!
- 26 mars 2003 :  No.5
- 31 mars 2004 :  Best! Morning Musume 2
- 8 décembre 2004 :  Ai no Dai 6 Kan

(+ compilations du groupe)

### Avec Tanpopo
Singles
- 5 juillet 2000 : Otome Pasta ni Kandō
- 21 février 2001 : Koi wo Shichaimashita!
- 21 novembre 2001 : Ōjisama to Yuki no Yoru
- 26 septembre 2002 : Be Happy Koi no Yajirobee

Album
- 4 septembre 2002 : All of Tanpopo

(+ compilations du groupe)

### Avec Country Musume
Singles de Country Musume ni Ishikawa Rika
- 18 avril 2001 : Hajimete no Happy Birthday!
- 17 octobre 2001 : Koibito wa Kokoro no Ōendan
- 17 avril 2002 : Iroppoi Onna ~Sexy Baby~
- 13 novembre 2002 : Bye Bye Saigo no Yoru

Album
- 12 décembre 2001 : Country Musume Daizenshū 1 (invitée)

(+ compilations du groupe)

### Avec V-u-den
Singles
- 23 septembre 2004 : Koi no Nukegara
- 2 mars 2005 : Kacchoii ze! Japan
- 25 mai 2005 : Ajisai Ai Ai Monogatari
- 10 août 2005 : Hitorijime
- 5 octobre 2005 : Kurenai no Kisetsu
- 10 mai 2006 : Issai Gassai Anata ni Ageru
- 22 novembre 2006 : Aisu Cream to My Purin
- 23 mai 2007 : Koisuru Angel Heart
- 26 septembre 2007 : Jaja Uma Paradise
- 27 février 2008 : Nanni mo Iwazu ni I Love You

Albums
- 26 octobre 2005 : Suite Room Number 1
- 21 novembre 2007 : V-u-den Single Best 9 Vol.1 Omaketsuki

### Autres participations
Singles
- 4 juillet 2001 : Chu! Natsu Party (avec 3nin Matsuri)
- 3 juillet 2002 : Shiawase Desu ka? (avec Sexy 8)
- 9 juillet 2003 : Kowarenai Ai ga Hoshii no (avec 7 Air)
- 20 août 2003 : Sexy Night ~Wasurerarenai Kare~ (avec ROMANS)
- 18 septembre 2003 : Ai no Sono ~Touch My Heart!~ (avec Morning Musume Otome Gumi)
- 25 février 2004 : Yūjō ~Kokoro no Busu ni wa Naranee!~ (avec Morning Musume Otome Gumi)
- 1er décembre 2004 : All for One & One for All! (avec H.P. All Stars)
- 19 octobre 2005 : Suki Sugite Baka Mitai (avec DEF.DIVA)
- 25 mars 2006 : Let's Go Rakuten Eagles (avec DEF.DIVA)
- 12 septembre 2007 : Narihajimeta Koi no Bell (avec Ongaku Gatas)
- 5 décembre 2007 : Yattarōze! (avec Ongaku Gatas)
- 10 septembre 2008 : Come Together (avec Ongaku Gatas)
- 6 mars 2010 : Ready! Kick Off!! (avec Ongaku Gatas)
- 22 juin 2011 : Ai wa Katsu (avec Ganbarou Nippon Ai wa Katsu Singers)
- 10 août 2011 : Reconquista (avec Hangry & Angry -f)
- 15 février 2012 : Shining Butterfly (avec Dream Morning Musume)
- 23 mai 2012 : Me o Toshite Gyusshi yo (avec ABCHO)

Albums divers
- 10 juillet 2002 : Hawaiian de Kiku Morning Musume Single Collection (avec "Takagi Boo to Morning Musume, Coconuts Musume...")
- 6 février 2008 : 1st Goodsal (avec Ongaku Gatas)
- 19 novembre 2008 : Kill Me Kiss Me (avec Hangry & Angry)
- 18 novembre 2009 : Sadistic Dance (avec Hangry & Angry)
- 20 avril 2011 : Dreams 1 (avec Dream Morning Musume)

## Filmographie
Films
- 2000 : Pinch Runner (ピンチランナー)
- 2002 : Tokkaekko (とっかえっ娘。)
- 2003 : Koinu Dan no Monogatari (子犬ダンの物語)
- 2003 : 17sai Tabidachi no Futari (17才 旅立ちのふたり)
- 2006 : Tokyo Girl Cop (Sukeban Deka Codename Asamiya Saki - スケバン刑事 コードネーム=麻宮サキ)
- 2012 : Atsushi Hime Number 1 (篤姫ナンバー1)

Séries télévisées (drama)
- 2 janvier 2002 : Haikara-san ga Tooru (はいからさんが通る)
- 17 août 2002 : Tou-san no Natsu Matsuri (父さんの夏まつり)
- 28 décembre 2002 : Ore ga Aitsu de Aitsu ga Ore de (おれがあいつであいつがおれで)
- 21 décembre 2003 : LAST PRESENT
- 23 février 2004 : Ranpo R (乱歩Ｒ)
- 2 janvier 2005 : Shinshun Wide Jidaigeki "Kunitori Monogatari" (新春ワイド時代劇『国盗り物語』)
- 15 février 2009 : Yonaoshi baraetî : Kangorongo
- 16 octobre 2010 : Uchuu de 1-ban wagamama na hoshi
- 2010 : Choo Choo Cheers Kohen (チューチューチアーズ後編)
- 2011.05.09 : Getsuyou Golden (月曜ゴールデン)
- 2011 : Tokusou Shirei! Aichi Police (特捜指令！アイチ★ポリス) (as Rika)
- 2012 : Suugaku♥Joshi Gakuen (数学♥女子学園)
- 2013 : Counter no Futari Season 2 (カウンターのふたり シーズン2)
- 2013 : Tsuri Keiji 4 (釣り刑事4)
- 2014 : Sekai no Nihonjin Tsuma wa Mita! (世界の日本人妻は見た！)
- 2015 : Tsuri Keiji 6 (釣り刑事6)

## Activités diverses
Théâtre
- 2007.05.04-22 : Itsu no Hi Kimi Kaeru (いつの日君帰る)
- 2009.05.08-17 : Tokyo Alice (東京アリス)
- 2009.07.25-08.21 : Opera do Marandoro (オペラ・ド・マランドロ)
- 2010.05.07-11 : Tiger Breathing (タイガーブリージング)
- 2010.07.28-08.01 : Natsu uta nikki (夏唄日記)
- 2010.12.30-31 : Hatsukoi wa shi no kaori! ~Ai wa kagerou no yo ni satsujin jiken (初恋は死の香り！〜愛はかげろうのように殺人事件)
- 2012.04.07-26 : Sasameyuki (細雪)
- 2013.03.03-20 : Mito komon (水戸黄門)
- 2013.04.24-30 : Moshimo Kokumin ga Shusho wo Erandara (もしも国民が首相を選んだら)

Shows télévisés
- 2000 : Morning Musume no Heso (モーニング娘。のへそ)
- 2000 : Friday Night wa Onegai! Morning (フライデーナイトはお願い!モーニング)
- 2000-2007 : Hello! Morning (ハロー!モーニング)
- 2004 : Futarigoto (二人ゴト)
- 2004 : Majokko Rika-chan no Magical v-u-den (魔女っ娘。梨華ちゃんのマジカル美勇伝?)
- 2005 : Musume DOKYU! (娘DOKYU!)
- 2013 : Koisuru Drive (恋するドライブ)

Radio
- 2000.10.03 - 2003.09.23 : OH-SO-RO Editorial dandelion!
- 2003.04.03 – 2004.03.27 : MBS Young Town Dōyōbi
- 2004.04.02 - 2006.09.21 : Ishikawa Rika no Chanka Charmy!
- 2005.02.18 – 2005.03.11 : Hello Pro Yanen!!
- 2005.04.03 – 2005.04.10 / 2005.05.08 : v-u-den B.B.L.
- 2006.08.06 : v-u-den Beauty Hour 21

Publicités
- 2000 : Glico Mousse Pocky
- 2003 : J Beef "Oniku Suki Suki"
- 2004 : Elleseine
- 2012- : KICONA

## Produits dérivés
DVD solo
- 2005.04.09 : Morning Musume Ishikawa Rika Sotsugyou Memorial(モーニング娘。石川梨華 卒業メモリアル)
- 2007.03.07 : Alo-Hello! Ishikawa Rika (アロハロ！石川梨華)
- 2009.02.11 : Rika Ishikawa MOST CRISIS! in Hawaii
- 2010.01.06 : RIKA

Photobooks solo
- 2001.08.02 : Rika Ishikawa
- 2002.06.22 : Ishikawa Rika
- 2003.09 : Pocket Morning Musume. (Volume. 1) (avec Hitomi Yoshizawa, Nozomi Tsuji, Ai Kago)
- 2003.12.24 : I
- 2004.12.10 : hana-bi
- 2005.07.01 : Ishikawa Rika Shiawase no Ashiato Happy!
- 2005.11.16 : Angels (avec Sayumi Michishige)
- 2006.12.16 : Oui, mon amour
- 2007.08.22 : Abyuu
- 2008.02.20 : Kazahana
- 2009.01.19 : KAREN
- 2009.12.24 : 24 twenty four
- 2011.01.19 : Lucky ☆
- 2012.01.27 : Hana Gocoro ~hanagocoro~